# Cserkészet fiúknak
A Cserkészet fiúknak (eredeti cím: Scouting for Boys: A Handbook for Instruction in Good Citizenship) az első könyv a cserkészetről, melyet annak alapítója, Robert Baden-Powell („Bi-Pi”) írt és illusztrált. Fiatalkori és későbbi katonai élményei, valamint a Brownsea szigeti első cserkésztábor tapasztalatai alapján írta ezt a könyvét. 
A könyv a Biblia, a Korán és Mao Ce-tung Vörös könyvecskéje után a világ 4. legolvasottabb könyve volt a 20. században.
Magyar kiadása 1994-ben jelent meg.

## A könyv megszületése
Baden-Powell, mint katonatiszt több kézikönyvet is írt a katonai felderítésről. Ezek legnagyobb meglepetésére az iskolás korú fiúk között nagy népszerűségre tett szert. A búr háború és a Brownsea-szigetén 24 fiúval való táborozás tapasztalataival kiegészítve 1908-ban jelent meg a Scouting for Boys.

Elsőként hat különálló füzetecskében látott napvilágot a mű, de a sikerre való tekintettel ugyanebben az évben újra kiadták könyv alakban is.
Az évek folyamán többször is átdolgozásra kerültek a fejezetek. Ezeket kezdetben maga Bi-Pi végezte el, a halála után pedig más szerkesztők.

A könyvből 1946-ban készítették el az úgynevezett világtestvériségi kiadást, amelyet William Hillcourt szerkesztett és ez lett azután lefordítva magyarra is 1994-ben.
A könyv eredeti, 1908-as kiadását az Oxford University Press 2004-ben újra megjelentette Elleke Boehmer szerkesztésében.

## Magyarországon
Magyarul a könyv teljes egészében először 1994-ben lett kiadva a Magyar Cserkészcsapatok Szövetsége kiadásában, a Cserkészvezetők könyvtára sorozat 2. számaként. Ugyanakkor ezt megelőzően többen is próbálkoztak a könyv magyarra való átültetésével.
Elsőként Dr. Szillasy Aladár 1908-ban, majd Kanitz István 1911-ben látott neki a fordításnak. Később Szőllősy István fordított le több  fejezetet is, de kiadásra csak a "Lovagiasság" című rész került.

### Magyar kiadások
- Cserkészet fiúknak. Kézikönyv a jó állampolgár neveléséhez az erdőjárás révén; ford. Illy József, ill. a szerző; Magyar Cserkészcsapatok Szövetsége, Bp., 1994 (Cserkészvezetők könyvtára)
- Scouting for boys. Cserkészet fiúknak. Kézikönyv a jó állampolgár neveléséhez az erdőjárás révén; ford. Illy József; Magyar Cserkészszövetség, Bp., 2018
- Scouting for boys. Cserkészet fiúknak. Kézikönyv a jó állampolgár neveléséhez az erdőjárás révén; ford. Illy József; Romániai Magyar Cserkészszövetség, Csíkszereda, 2023

## Fejezetek
A magyar kiadás az 1946-ban megjelent világtestvériségi kiadás fordítása és annak a szerkezetét is követi. Ami más, az az Előszó a magyar kiadáshoz és a Függelék című részek hozzáadása illetve elhagyták az utolsó két "tábortüzet".
A világtestvériségi kiadásban a fejezetek száma meg lett növelve úgy, hogy fele annyi tábortüzet tartalmaznak, mint a Bi-Pi által szerkesztett változatok. Valamint hiányzik a vezetőkhöz szóló rész is, ami jó tanácsokat, játékokat, képzési segítségeket tartalmaz. Ezzel szemeben tartalmazza Bi-Pi utolsó szavait a cserkészekhez, melyeket nem sokkal halála előtt vetett papírra és Bi-Pi életének rövid történetét is.

### Előszó
Baden-Powell szavai a könyv olvasóihoz és életének meghatározó pillanatainak bemutatása. Szőllősy István fordítása.

### Bevezetés a "CSERKÉSZET FIÚKNAK" világtestvériségi kiadásához
A Nemzetközi Cserkésziroda vezetőjének előszava, melyben a könyv rövid történetét és a világtestvériségi kiadás megszületését ismerteti. Szőllősy István fordítása.

### Előszó a magyar kiadáshoz
A magyar kiadás megszületését és a fordítás történetét tartalmazza. Itt közlik le Baden-Powell A cserkészvezető című könyvének magyar fordítójának a nevét is, melyre a könyv kiadása után derült fény. Az előszót Papp Emil, a Magyar Cserkészcsapatok Szövetségének országos ügyvezető elnöke írta.

### 1. fejezet. Cserkészkedés
- 1. tábortűz. Mi a cserkész dolga?
- 2. tábortűz. Mit csinál a cserkész?
- 3. tábortűz. Hogyan légy cserkész?
- 4. tábortűz. A cserkészőrs

### 2. fejezet. Az ösvényen
- 5. tábortűz. Élet a szabadban
- 6. tábortűz. Vízi- és repülőcserkészet
- 7. tábortűz. Jelek és parancsok

### 3. fejezet.Tábori élet
- 8. tábortűz. Utászmunka
- 9. tábortűz. Táborozás
- 10. tábortűz. Tábori főzés

### 4. fejezet. Nyomolvasás
- 11. tábortűz. "Jelolvasás"
- 12. tábortűz. Csapázás
- 13. tábortűz. "Olvass a jelekből" - avagy a következtetés

### 5. fejezet. Az erdei élet tudománya
- 14. tábortűz. Cserkelés
- 15. tábortűz. Az állatok
- 16. tábortűz. A növények

### 6. fejezet. Légy szívós, cserkész!
- 17. tábortűz. Hogyan légy erős?
- 18. tábortűz. Egészséges szokások
- 19. tábortűz. Előzd meg a betegséget!

### 7. fejezet. Lovagiasság
- 20. tábortűz. A mások iránti lovagiasság
- 21. tábortűz. Önfegyelem
- 22. tábortűz. Önnevelés

### 8. fejezet. Életmentés
- 23. tábortűz. Készülj föl a balesetre!
- 24. tábortűz. Mit tegyél balesetnél?
- 25. tábortűz. Segíts másokon!

### 9. fejezet. Állampolgári kötelességeink
- 26. tábortűz. A jó állampolgár
- (27. tábortűz. A nemzetközösség és a Birodalom)
- (28. tábortűz. Világtestvériség)

### Bi-Pi utolsó üzenete
A Főcserkész utolsó sorai a Föld valamennyi cserkészéhez melyet a halála után az iratai között találták meg.

### "Bi-Pi" története
William Hillcourt, az Amerikai Cserkészfiúk Szövetségének vezetőtisztje által írt rövid Baden-Powell életrajz.

### Függelék
A függelék a Magyar Cserkészcsapatok Szövetsége fogadalmának, cserkésztörvényeinek szövegét és az Isten iránti kötelességről vallott irányelveit tartalmazza.

### Külső hivatkozások
- A könyv 1951-es kiadása angolul.
- A Scouting for Boys újra kiadása a Google Könyvek oldalon